# Hisae Nakajima
Hisae Nakajima (jap. 中島 久恵, Nakajima Hisae; * um 1975) ist eine japanische Jazzpianistin.
Hisae Nakajima entschied sich nach der Highschool, als Jazzpianistin zu arbeiten und studierte Jazzpiano bei Takehiro Honda, Toshiyuki Daitoku und Fumio Itabashi, außerdem Rhythmuslehre bei Yūji Imamura. In den folgenden Jahren spielte sie in der Tokioter Jazzszene, wo sie in Jazzclubs mit eigenem Trios auftrat. Neben Jazzstandards spielt sie Eigenkompositionen; 2000 legte sie ihr Debütalbum Junior Line vor, gefolgt von Terminal (2010). In den 2010er-Jahren spielte sie im Trio mit Norikatsu Koreyasu bzw. Shin’ichi Katō (Bass) und Takuji Kusumoto bzw. Kentaro Imamura (Schlagzeug).